# إيرل كرايغر
إيرل كرايغر (بالإنجليزية: Earl Krieger) هو مدرب كرة سلة أمريكي، ولد في 30 أغسطس 1896 في كولومبوس في الولايات المتحدة، وتوفي في 10 نوفمبر 1960 في بيكسلي في الولايات المتحدة.

## وصلات خارجية
- إيرل كرايغر على موقع كلية كرة السلة في سبورتس رفرنس.كوم (الإنجليزية)
- إيرل كرايغر على موقع مرجع كرة القدم المحترفة.كوم (الإنجليزية)